# Raymond de Malherbe
Pour les articles homonymes, voir Famille de Malherbe (Maine) et de Malherbe.
Le comte Raymond de Malherbe est un militaire et homme politique français, maire, conseiller général et sénateur, né le 31 décembre 1826 à Marçon (Sarthe) et  mort le 16 février 1891 à Beauvais (Oise).

## Biographie
Raymond de Malherbe est le fils d'Armand de Malherbe et de Nathalie Pinon de Saint-Georges. Il épouse Catherine Jamin (fille de Paul Victor Jamin), puis Marthe de La Chaise (petite-fille de Jacques François de La Chaise et arrière petite-fille de Pierre de Nully d'Hécourt). Il est le grand-père du colonel René de Malherbe (1881-1931).
Officier de cavalerie, il est nommé maire de Beauvais en 1871, qu'il administre sous l'occupation allemande avec beaucoup d'énergie et de dévouement. Élu sénateur de l'Oise en 1876, il prend place au centre comme conservateur constitutionnel et vote pour la dissolution de la Chambre.
Conseiller général, président du conseil d'administration de l'hospice Condé, il était chevalier de la Légion d'honneur et officier d'Académie.
Il meurt en février 1891.

### Filiation

#### Paul de Malherbe
Un de ses fils est Louis Paul Christian de Malherbe, comte de Malherbe (1853-1920), il est le président du Comité de la Jeunesse Royaliste en Mayenne de 1897 à 1900. Impliqué dans cette organisation, il participe aussi à son Comité Central, et avoir participé au Congrès de Rennes en 1897. Il montre une préférence pour l'action des Ligues, comme le suggèrent les débats judiciaires consécutifs à un procès intenté aux dirigeants du Comité de la Jeunesse Royaliste de la Mayenne, dont il fait partie. Il est défendu lors de ses procès par Eugène Godefroy, un ancien prévenu des Procès pour complot devant la Haute Cour, Me Allouel et Edmond Lucien Leblanc.
Il partage son temps entre le Château de Saint-Hubert à Romorantin, et le Château de Foulletorte à Saint-Georges-sur-Erve. Il échoue aux Élections cantonales de 1889 dans le canton de Romorantin et aux Élections cantonales de 1894 en Mayenne. Il est maire de Saint-Georges-sur-Erve, jusqu'à sa révocation en juin 1899, pour refus d'affichage de l'Arrêt de la Cour de cassation du 5 juin 1889 concernant l'Affaire Dreyfus. Il est aussi suspendu pendant 6 mois de ses fonctions de capitaine de cavalerie. Son domicile est perquisitionné en octobre 1899 à la suite des décisions du Gouvernement Pierre Waldeck-Rousseau.
En conséquence de la Loi du 7 juillet 1904 dite Loi Combes, il participe comme vice-président à l' Association de l'enseignement chrétien de la Mayenne afin de subvenir et d'aider le clergé sécularisé avec la permission de leurs supérieurs ecclésiastiques à pouvoir enseigner, et en extension l'organisation de l'enseignement catholique en Mayenne (immeubles, dons, etc.) fondée par Paul Le Breton.
Lorsque se dessinent les débuts de l'Action française, il en devient un des fondateurs dans le département. Il se refuse à cacher son drapeau royaliste, et ne rejoint pas l'Action libérale populaire. En 1919, il est l'un des propriétaires du Courrier du Maine.
Un de ses fils est l'aviateur René de Malherbe.

## Sources
- « Malherbe (Raymond, comte de) », dans Adolphe Robert et Gaston Cougny, Dictionnaire des parlementaires français, Edgar Bourloton, 1889-1891 [détail de l’édition] [lire en ligne]